# Vérification de service régulier
En France, la vérification de service régulier (VSR), aussi dénommée VBF (Validité Bon Fonctionnement) a pour but de constater que le matériel informatique et les progiciels fournis sont capables d'assurer un service régulier dans les conditions normales d'exploitation pour remplir les fonctions visées au 21 de l'article 45.2.2 du Cahier des clauses administratives générales (CCAGFCS) 1977.